# Wilster (adelsslægt)
(de) Wilster og Fogh-Wilster er en uddød dansk adelsslægt tilhørende sværd- og lavadelen.

## Våben
Wilster: I gult en blå skråbjælke mellem to sorte stære (?) på grøn tue. På hjelmen (undertiden en krone og) en vildmand mellem to vesselhorn tværdelt hvidt/rødt og rødt/hvidt.
Fogh-Wilster: Delt skjold, i første felt et grønt træ i sølv: i andet felt en blå højre skråbjælke mellem to naturlige stære med udslagne vinger i guld: et blåt skjoldhoved, deri en siddende guld ørn plukkende fjerene af sit bryst, på hjelmen en guld ørn som i skjoldet.

## Historie
Militærslægten Wilster føres tilbage til Martin Jacob i Wilster i Holsten, der var fader til tøjmester Johan Jacobsen Wilster (1630-1693), som efter en ubekræftet
familietradition skal være bleven adlet af Frederik III — 1651 eller 1657 — for sin ved byen Wilster udviste tapperhed. Han efterlod mange sønner i høje militærcharger, stående i dansk, fransk, russisk, østrigsk, spansk, bayersk og hollandsk tjeneste.
Heraf skal nævnes:
- oberst Joachim Jacob Wilster (1665-1712),
- oberst Peter Jacob Wilster (1661-1727)
- russisk viceadmiral Daniel Jacob Wilster (1669-1732)
- generalmajor Martin Jacob Wilster (1655-1726), der var far til de den 31. oktober 1755 adlede brødre, 
  - polsk-sachsisk general Johan Jacob de Wilster (1689-1769) og (? se nedenfor snart, da nemlig Carl v. Wilsters far var Johan v. W. død i 1721 og gift med NN Muhlen!)
  - generalløjtnant Carl de Wilster (1698-1776);

Carl de Wilsters søn major og kommandant på Rosenborg Slot Cæsar August Wilster (1734-1812) var far til højesteretsadvokat Carl Henrik Wilster (1772-1837), som var far til 
- digter, lektor Christian Frederik Emil Wilster (1797-1840)
- major, overlandevejsinspektør Julius Friedrich Ferdinand Wilhelm Wilster (1782-1816),
- oberst Alexander Emilius Wilster (1785-1842)
- oberst Carl Friedrich Wilster (1779-1852),

Af Carl Friedrich Wilster  børn skal nævnes general Ernst Hendrich Glode (Claude) Wilster (1808-1881) og  Charlotte Ketty Wilster (1806-1893), der i ægteskab med sin ovennævnte fætter, digteren Christian Frederik Emil Wilster (1797-1840) var moder til læge ved Sorø Akademi Frederik Rasmus Bernhard Wilster (1831-1865); med dennes søn cand. mag. Christian Wilster (1865-1892) uddøde slægtens mandslinje. 
Ifølge César August v. Wilsters stamtavle af 14. maj 1787 gengivet under «Kilder» er denne opstilling ikke helt rigtig, da han selv skriver om sin farfar (søn af «Obrist Lieutenant  J a c o b s e n, mein • E l t e r v a t e r»): «J o h a n n • v. • W i l s t e r •  m e i n • G r o s z v a t e r • war Einer von Obrist Lieutenant v. Wilsters Söhnen; starb 1721 als General Major und Chef vom Königl. Artillerie Corps in Holstein. Seine Frau war eine Muhlen und  s e i n e • K i n der» gift v. Kyaw; v. Amthor (1. ektefelle) og v. Arnschildt!
Ovennævnte viceadmiral Daniel Jacob Wilster (1669-1732) var i ægteskab med Catharine Fogh (ca. 1677-1757) fader til den 30. juni 1747 adlede Jørgen Fogh Wilster (1714-1756) til Ryomgård, som ikke efterlod børn. Ved adlingen tog han navnet Fogh-Wilster og ovennævnte våben.